# از کفر و ز اسلام برون صحرائیست
رباعی با مطلع "از کفر و ز اسلام برون صحرائیست"، رباعی شماره ۱۵۷ از دیوان شمس مولانا می‌باشد. این رباعی یکی از شعرهای معروف رومی‌ست که با نام "The great Wagon" شناخته می شود.

## ترجمه به انگلیسی
Out beyond ideas of wrongdoing and rightdoing,
There is a field. I'll meet you there.
When the soul lies down in that grass,
The world is too full to talk about.
Ideas, language, even the phrase each other
Doesn't make any sense.

## شعر
از کفر و ز اسلام برون صحرائیست
ما را به میان آن فضا سودائیست
عارف چو بدان رسید سر را بنهد
نه کفر و نه اسلام و نه آنجا جائیست